# Tim Pocock
Tim Pocock es un actor australiano, conocido por haber interpretado a Scott Summers en la película X-Men Origins: Wolverine y a Ethan Karamakov en la serie Dance Academy.

## Carrera
En 2009 interpretó a Scott Summers de joven en la película X-Men Origins: Wolverine junto a Hugh Jackman.
En 2010 apareció como invitado en un episodio de la serie australiana Cops: L.A.C.. Ese mismo año se unió al elenco de la serie Dance Academy donde interpretó al bailarín Ethan Karamakov, hasta el final de la segunda temporada en 2012 después de que su personaje se fuera a trabajar a España. 
En marzo de 2011 apareció en varios episodios de la exitosa serie australiana Home and Away, donde interpretó a Angus McCathie, un interés romántico de Nicole Franklin.
En julio de 2013 aparece en la serie CAMP como Robbie Matthews, jefe de actividades
En 2013 se unió al elenco principal de la serie Camp donde interpreta a Robbie Matthews el responsable de las actividades del campamento.Ese mismo año aparece en la película Lemon Tree Passage donde dio vida a Toby Stone.

## Filmografía

### Series de televisión
| Año             | Título           | Personaje         | Notas                         |
| --------------- | ---------------- | ----------------- | ----------------------------- |
| 2018 - presente | We Were Tomorrow | William Blane     | -                             |
| 2017            | Runaways         | Victor (de joven) | episodio "Refraction"         |
| 2017            | We Bare Bears    | Voces Adicionales | 2 episodios                   |
| 2013            | Camp             | Robbie Matthews   | 10 episodios                  |
| 2010 - 2012     | Dance Academy    | Ethan Karamakov   | 43 episodios                  |
| 2011            | Home and Away    | Angus McCathie    | 3 episodios                   |
| 2010            | Cops: L.A.C.     | Lance             | episodio "The Learning Curve" |

### Películas
| Año  | Título                          | Personaje       | Notas                                                                           |
| ---- | ------------------------------- | --------------- | ------------------------------------------------------------------------------- |
| 2016 | Red Billabong                   | Tristan         | junto a Dan Ewing, Jessica Green, Sophie Don, Ben Chisholm y Felix Williamson   |
| 2013 | Lemon Tree Passage              | Toby Stone      | junto a Jessica Tovey, Tim Phillipps, Pippa Black, Andrew Ryan & Dean Kirkright |
| 2013 | Forbidden Ground                | Soldado O'Leary | junto a Johan Earl & Martin Copping                                             |
| 2011 | Driver                          | Nash            | corto - junto a Sophie Hensser & Luke Ford                                      |
| 2009 | X-Men Origins: Wolverine        | Scott Summers   | junto a Tahyna Tozzi & Chris Sadrinna                                           |
| 2024 | Godless: The Eastfield Exorcism | Daniel          |                                                                                 |

### Teatro
| Año  | Obra                     | Personaje     | Director (a)    | Teatro            |
| ---- | ------------------------ | ------------- | --------------- | ----------------- |
| 2000 | A Midsummer Nights Dream | Gopie         | Baz Luhrmann    | -                 |
| 2000 | Moffat Oxenbold          | Gopie         | -               | -                 |
| 1999 | Billy Budd               | Midshipman    | Neil Armfield   | -                 |
| 1999 | The Magic Flute          | Joven         | Moffat Oxenbold | -                 |
| 1999 | Carmen                   | Street Urchin | Lindy Hume      | -                 |
| 1999 | Tosca                    | Joven         | John Copley     | -                 |
| 1998 | Macbeth                  | Fleance       | John Copley     | -                 |
| 1997 | Something Between Them   | Isaac/Ishmael | -               | Riverside Theatre |
| 1997 | Tanhauser                | -             | -               | -                 |
| 1997 | Hansel & Gretel          | Buccaneer     | -               | -                 |
| 1995 | The Magic Flute          | Joven         | -               | -                 |
| 1995 | The Sound Of Music'      | Kurt          | -               | -                 |